# 마틴 기타
마틴 기타(C.F. Martin & Company)는 독일인인 크리스티안 프레데리크 마틴이 1833년에 설립한 미국의 통기타 회사이다.

## 역사

### Christian Frederick Martin Sr.의 탄생
마틴 기타 창립자인 Christian Frederick Martin Sr.는 1796년 1월 31일 독일 마트 뉴커션에서 태어났다. 독일 마트 뉴커션은 기타와 바이올린 제작의 역사를 갖고 있는 도시이다. C.F Martin은 이 곳에서 어렸을 때부터 기술을 익혔다.
기록에 의하면 그는 15세에 유명한 기타 제조업자인 요한 스타우퍼의 제자가 되기 위해 비엔나로 갔고, 곧 스타우퍼 가게의 지배인으로 지명될 정도로 스타우퍼의 수제자가 되었다. 그 곳에서 결혼하여 1명의 아들을 낳은 후, 고향인 독일 마르크 노이킬헨으로 돌아와서 자신의 가게를 열었다.
C.F.Martin은 자신의 사업을 시작한지 얼마 안 되어, 자신이 가구 제조업 길드와 바이올린 제조업 길드 사이의 격렬한 대립 속에 끼어들어 있다는 것을 알았다. 이 지역 대부분의 기타 제조업자들은 바이올린 제조업자 길드에 속해 있는 것이 아니라, 가구 제조업자 길드에 속해 있었고, C.F.Martin 역시 가구 제조업자 길드의 회원이었다. 이러한 두 길드 간의 대립 원인은, 바이올린 제작자 길드가 가구 제조업 길드에서 악기 생산을 하지 못하도록 하기 때문이었다. 바이올린 길드는 가구 제조업 길드에 대해 악기 제조 금지령을 받아내기 위해 독설적인 내용의 캠페인을 시작하였는데 그 내용은, "바이올린 제조업자는 악기 제작가 클래스에 속하므로 악기를 생산할 뿐만 아니라 문화적 풍미를 이해하는 데 일익을 담당하므로 예술가 클래스에 속한다. 이와는 대조적으로 가구 제조업자는 '가구'라는 이름의 온갖 잡동사니를 생산하는 기능공에 불과하다."였다.
가구 제조업 길드 회원들은 기타 제작 권리를 유지하기 위해 "바이올린 제조업자들은 기타 제작에 대한 권리가 없다."라고 주장하면서, "기타의 발명"은 35년 전이며 C.F.Martin의 아버지인 가구공 Geaore Martin에 의해서 완성되었음을 강조했다. 그들은 주장의 보완책으로 지방 치안판사 앞으로 유명한 도매상 명의로 증언서를 제출하였는데, 그 내용은 다음과 같다. "C.F.Martin은 유명한 기타와 바이올린 제조업자인 스타우퍼에게 그 기술을 전수받았는데 그가 만든 기타는 품질 면에서나 디자인 면에서 흠잡을 데 없는 최고 장인의 제품이다."

### C.F.Martin이 엄격한 길드(노동조합)를 피하여 고국을 떠나다.
결국 가구 제조업자들은 성공적으로 기타 제조권을 사수할 수 있었으나 이러한 싸움은 C.F.Martin에게 큰 부담이 되었다. C.F.Martin은 이러한 독일의 조합 체제는 개인의 기회를 제한한다고 판단하여 미국 이민을 결심했으며 1833년 9월 9일 뉴욕을 향해 떠나게 되었다.
그는 뉴욕에 도착한 후 곧 허드슨거리 196번지에다 작은 상점을 열었다. 그의 단촐한 가게는 뒷 방에서 만든 몇 대 안 되는 기타 뿐만 아니라 다양한 악기와 악보까지 모든 것을 파는 소매점이었다. 그 당시는 생산량도 적었고, 음악 시장도 성숙되지 않았을 때이므로, 상점 오픈 후 초기 몇 년 동안은 무척 어려웠다고 한다. 이 때 마틴 기타의 헤드 디자인이 만들어졌는데, 이 디자인은 지금까지 계승되고 있다. 마틴 헤드에서 볼 수 있는 "C.F.Martin EST. 1833"이라는 문구는 창립 시의 정신을 지금껏 이어오고 있다는 마틴 사(社)의 자존심이기도 하다. 당시 C.F.Martin은 판매량을 늘리기 위해 몇 개의 업체와 공급 계약을 맺었는데, 실제로 1840년대 이전에 생산된 마틴 기타를 보면 "Martin&Schatz"나 "Martin&Coupa"라는 상표가 적혀있다.

### 세계 최초로 쇠줄을 사용하도록 설계, X-Bracing의 개발
1850년대에 마틴 사(社)는 기타 앞판에 혁신적인 모양의 브레이싱이 장착된 모델을 내놓았다. 오늘날의 마틴 기타 및 전 세계 어쿠스틱기타의 표준화가 되다시피 한 이 X-Bracing구조는 큰 음량과 맑은 울림을 내고 있다. C.F.Martin은 기타 제조업자의 한 명으로 훌륭한 전통을 세워놓고 타계하였다. 그의 뒤를 이어, 그의 아들인 C.F.Martin jr.(2세)가 회사를 인수한다.
마틴 사(社)는 뉴욕에서 나자레스로 이주해온 후, 1명의 기능공에서 12명 이상 고용원을 채용하는 성장을 이룬다. 1859년 나자레스의 메인 스트리트와 노스 스트리트에 새로운 공장을 세우고, 수많은 확장을 거듭하였으나 노스 스트리트의 공장은 현재도 사용하고 있다. 

### 우쿨렐레붐을 일으키다.
1920년대에 마틴 사(社)는 우쿨렐레가 인기를 끌었기 때문에 새로운 붐을 맞이하였으나, 처음에는 마틴의 우쿨렐레는 환영을 받지 못했다. 마틴의 우쿨렐레는 기타처럼 목재를 너무 두껍게 사용하였다.
이 두꺼운 가문비 나무의 우쿨렐레는 소리가 작고 음울해서 바이어들에게 어필되지 못했다. 마틴은 우쿨렐레의 결점을 깨닫고, 보완시킨 우쿨렐레의 생산에 들어간다. 가문비 나무 대신 마호가니를 사용했고, 목재의 두께도 상당히 줄였다. 이 우쿨렐레는 곧 미국 시장을 석권하였고, 공장도 2배로 확장해야했다.
1920년, 기타 생산이 1361대를 돌파했다. 우쿨렐레 생산 기록은 보존되어 있지 않으나 C.F.Martin 3세는 거의 20세기 기타 생산의 2배에 이를 것이라고 추정했다. C.F.Martin 2세는 회사 조직 개편을 통해 제품생산은 C.F.Martin 3세에게 맡기고, 판매는 그의 동생인 허버트 켈리 마틴에게 맡겼다. 이러한 책임 분할은 허버트 켈리 마틴이 1927년 갑자기 병사할 때까지 이루어졌다. 동생을 잃은 C.F.Martin 3세는 점차 판매까지 관여하였고 판매 촉진을 위해 미국 전역을 여행하게 되었다. C.F.Martin 기타의 생산은 매년 증가했다.

### 마틴의 혁신적인 개발 - 14 fret Nect과 현대 기타의 표준이 된 D바디, OM바디
C.F.Martin 3세에 의하면 14프렛 넥은 1929년 말에 개발되었다. 이전의 기타는 대부분 12프렛 넥이었다. 그 당시 유명한 벤조 연주자인 Perry Bechtel이 C.F.Martin 3세에게 14프렛 넥의 기타를 만들도록 요청하면서, 넥이 길수록 음폭도 넓어지고 다양한 연주에 이용할 수 있다고 얘기했다. 그의 충고에 따라 마틴은 14프렛 넥의 기타를 만들고 이를 '오케스트라 모델'이라고 명명했다. 14프렛 넥의 개발은 성공적이어서 마틴 사(社)는 모든 제품을 14프렛 넥으로 변경했다. 14프렛 넥이 미국 기타 산업의 표준이 된 것이다. 최근에는 드레드넛 기타가 마틴 사(社)의 트레이드마크가 되었고, 어쿠스틱 기타 연주자에게 가장 인기 있는 규격이 되기도 하였다.
오리지널 마틴 드레드넛 기타는 C.F.Martin과 Chas.H.Diston Co의 사장 Harry Hunt에 의해 디자인되었다. 시장의 흐름을 날카롭고 정확하게 읽고 판단하는 Hunt는 보컬에 알맞은 큰 몸통과 꽝꽝 울리는 베이스가 있는 드레드넛 기타 생산을 제안했다.
1931년 생산된 드레드넛 기타는 "올리버디트슨사, 보스톤, 뉴욕"이라는 브랜드로 시판되었다. 초기에는 기타를 연주하면서 노래하는 가수가 적었고 솔로 연주자에게는 베이스가 너무 강해 인기가 없었다. 그러나 포크송이 점점 대중화되면서 드레드넛 기타의 판매고도 급증했다. 디트슨 사(社)는 1930년 말에 이 사업에서 손을 뗐고 마틴 사(社)가 드레드넛 생산라인을 모두 흡수했다.

## 기타
엘비스 프레슬리, 폴 매카트니, 에릭 클랩튼, 존 메이어, 토미 엠마뉴엘 등 세계적인 음악가들에게 사랑받고 있다.

## 공식 사이트
- http://www.martinguitar.com/